# Държавно устройство на Либия
Либия е преходна парламентарна република, която е под администрация на революционния Национален преходен съвет, известен като „политическото лице на революцията“. Целта на НПС е Либия да се утвърди като демократична държава. Началото на прехода в Либия е дадено чрез подписването на Конституционната декларация на 3 август 2011 г., с което се приема новата конституция. През 2013 г. се очаква Либия да се развие като либерално-демократична държава.

## Законодателна власт
Законодателната власт се представлява от Генералния национален конгрес, който се състои от 200 представители, избрани от народа. Конгресът също така избира президент и министър-председател (правителство).

## Изпълнителна власт
Законадателната власт играе ролята и на изпълнителна.

## Съдебна власт
Либийският съд се разделя на 3 нива.
- Върховен
- Апелативен
- Първоинстанционен